# Ораньемунд
Ораньемунд (англ., африк. Oranjemund) — город в Намибии.
Город Ораньемунд находится на крайнем юге Намибии, в области Карас, на северном берегу устья реки Оранжевая, по которой проходит государственная граница между Намибией и ЮАР, в месте её впадения в Атлантический океан. Напротив Ораньемунда, на южном берегу Оранжевой, находится южноафриканский город Александер-Бей. Оба города связывает мост Эрнеста Оппенгеймера. Численность населения составляет 8.660 человек (на 2010 год). Ораньемунд является центром одноимённого избирательного района. В 4 километрах от города построен аэропорт Ораньемунда.
Ораньемунд был основан в марте 1936 года, после обнаружения южноафриканским геологом Гансом Меренски севернее города, в так называемом бриллиантовом Шпергебите, алмазных залежей. В настоящее время территория, на которой находится Ораньемунд, является собственностью алмазодобывающей корпорации NAMDEB, в которой заняты большинство жителей города.